# Brodus Clay
George Murdoch, cunoscut ca Brodus Clay (n. 21 februarie 1973, Pasadena, California, Statele Unite ale Americii) este un wrestler american ce evoluează în prezent la RAW.

## Viața
Înainte să devină wrestler profesionist, Murdoch a lucrat ca bodyguard pentru Snoop Dogg.

## Cariera de wrestler profesionist

#### Deep South Wrestling (2006-2007)
După ce a semnat un contract cu World Wrestling Entertainment (WWE), Murdoch a fost repartizat la Deep South Wrestling (DSW), un teritoriu de dezvoltare WWE. El a debutat în septembrie 2006 și a început să folosească numele de G-Rilla, împreună cu adoptarea de puști gangster asasin. În primul său meci pentru promovare l-a învins pe Big Bully Douglas într-un meci netelevizat pe 7 septembrie.
Luna următoare, el a devenit Enforcer pentru Urban Assault, o echipă de tag compusă din Eric Pérez și Siaki Sonny. Pe 14 decembrie, Urban Assault s-a alăturat AFA Jr., și săptămâna următoare, Perez, Siaki și AFA Jr. l-au atacat pe Murdoch, dându-l afară din grup.

#### Revenirea în WWE în 2012
Brodus Clay s-a reîntors în wwe pe 9 ianuarie 2012 la un raw, spunându-și "The Funkasaurus" și fiind însoțit de Cameron și Naomi.
A început bine. La Royal Rumble l-a învins pe Drew Mcentyre, însă la Elimination Chamber următorul ppv nu a participat. Nici la Wrestlemania XXVIII nu a participat. La Extreme Rules l-a bătut pe Dolph Ziggler. La Over the limit a avut un meci cu The Miz pe care l-a câștigat fără probleme.
După Over the limit a început un conflict de scurtă durată cu The Big Show încheiat cu un meci între cei doi giganți la Raw Supershow încheiat cu victoria colosului Big Show și aducând prima înfrângere pentru Brodus Clay de la revenirea lui în WWE. Funkasaurul a început un feud cu David Otunga pe care la învins la următorul eveniment al wwe-ului No Way Out.
La Money in the bank nu a participat. La Raw trebuia să aibă un meci cu Damien Sandow dar a fost atacat de acesta înainte de meci lucru care i-a adus o accidentare. Două săptămâni mai târziu s-a reîntors și l-a bătut pe Sandow la Raw. Peste o săptămână a făcut echipă cu Sin Cara și i-au învins pe Damien Sandow și Cody Rhodes.